# エチャゲ
エチャゲ(Municipality of Echague)は、フィリピン イサベラ州南部に位置する1級町。2015年の国勢調査によると、人口は79,094人。この町は絶滅寸前の先住民族のヨガド語で知られており、地元の人々によって保護されている。
太平洋戦争中の日本の資料ではエチアゲと表記されていた。

## 歴史
1856年以前にはカガヤンバレー地域にはカガヤンとヌエヴァ・ビスカヤの2つの州しかなかった。当時のカガヤン州はトゥマウイニの北部からアパリまでのすべての町で構成され、イラガンから南向きにアリタオまでのすべての町がヌエヴァ・ビスカヤを構成していた。カガヤンバレーにおける宣教師の働きを促進するために、新しい州を作る王室布告が1856年5月1日に発行された。ガム、アンガダナン、ビンダン（現在のロクサス）とカマラグ（現在はエチャゲ）、カリグ（現在はサンティアゴシティ）、パラナンを含む新しい州は、スペインの女王イサベル2世にちなみイサベラ州と名付けられた。
ドミニカの神父、作家であるペドロ・サルガドは、「カガヤンバレーと東コルディレラ（1581-1898）」の第1巻で、イサベラのエチャゲの町は、かつてその場所でよく使われる大きな木の名前であるカマラグと呼ばれていたと書いている。
この町は1752年に設立され、1753年5月12日に聖ヨセフの後援の下で教会が置かれた。
歴史によれば、宣教師たちは町をカガヤン川の岸から10キロ離れたガナノ川に移したかったが、カガヤン川沿いの土壌は肥沃だったため、人々は反抗した。しかし、1776年に彼らは強制的に移送された。
約72年後、人々はカマラグに戻り、当時スペインの総督だったRafael de Echagüe y Berminghamにちなんでエチャゲと名付けられた。

## バランガイ
エチャゲは64のバランガイで構成されている。
- Angoluan
- Annafunan
- Arabiat
- Aromin
- Babaran
- Bacradal
- Benguet
- Buneg
- Busilelao
- Cabugao
- Caniguing
- Carulay
- Castillo
- Dammang East
- Dammang West
- Diasan
- Dicaraoyan
- Dugayong
- Fugu
- Garit Norte
- Garit Sur
- Gucab
- Gumbauan
- Ipil
- Libertad
- Mabbayad
- Mabuhay
- Madadamian
- Magleticia
- Malibago
- Maligaya
- Malitao
- Narra
- Nilumisu
- Pag-asa
- Pangal Norte
- Pangal Sur
- Rumang-ay
- Salay
- Salvacion
- San Antonio Ugad
- San Antonio Minit
- San Carlos
- San Fabian
- San Felipe
- San Juan
- San Manuel
- San Miguel
- San Salvador
- Santa Ana
- Santa Cruz
- Santa Maria
- Santa Monica
- Santo Domingo
- Silauan Sur
- Silauan Norte
- Sinabbaran
- Soyung
- Taggappan
- Tuguegarao
- Villa Campo
- Villa Fermin
- Villa Rey
- Villa Victoria

## 気候
| エチャゲの気候             | エチャゲの気候 | エチャゲの気候 | エチャゲの気候 | エチャゲの気候 | エチャゲの気候 | エチャゲの気候 | エチャゲの気候 | エチャゲの気候 | エチャゲの気候 | エチャゲの気候 | エチャゲの気候 | エチャゲの気候 | エチャゲの気候   |
| 月                         | 1月            | 2月            | 3月            | 4月            | 5月            | 6月            | 7月            | 8月            | 9月            | 10月           | 11月           | 12月           | 年               |
| -------------------------- | -------------- | -------------- | -------------- | -------------- | -------------- | -------------- | -------------- | -------------- | -------------- | -------------- | -------------- | -------------- | ---------------- |
| 平均最高気温 °C （°F）     | 29 (84)        | 30 (86)        | 32 (90)        | 35 (95)        | 35 (95)        | 35 (95)        | 34 (93)        | 33 (91)        | 32 (90)        | 31 (88)        | 30 (86)        | 28 (82)        | 32 (89.6)        |
| 平均最低気温 °C （°F）     | 19 (66)        | 20 (68)        | 21 (70)        | 23 (73)        | 23 (73)        | 24 (75)        | 23 (73)        | 23 (73)        | 23 (73)        | 22 (72)        | 21 (70)        | 20 (68)        | 21.8 (71.2)      |
| 降水量 mm （inch）         | 31.2 (1.228)   | 23 (0.91)      | 27.7 (1.091)   | 28.1 (1.106)   | 113.5 (4.469)  | 141.4 (5.567)  | 176.4 (6.945)  | 236.6 (9.315)  | 224.9 (8.854)  | 247.7 (9.752)  | 222.9 (8.776)  | 178 (7.01)     | 1,651.4 (65.023) |
| 平均降雨日数               | 10             | 6              | 5              | 5              | 13             | 12             | 15             | 15             | 15             | 17             | 16             | 15             | 144              |
| 出典：World Weather Online |                |                |                |                |                |                |                |                |                |                |                |                |                  |

## 教育

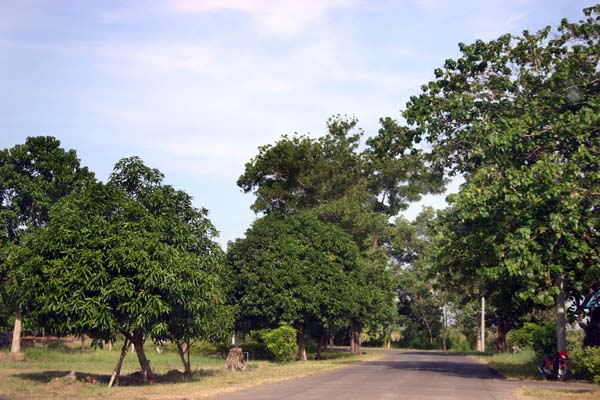
イザベラ州立大学周辺

大学
- イサベラ州立大学（英語版） （メインキャンパス）